# Седлиська (Меховський повіт)
Седлиська (пол. Siedliska) — село в Польщі, у гміні Мехув Меховського повіту Малопольського воєводства.
Населення — 133 особи (2011).
У 1975-1998 роках село належало до Келецького воєводства.

## Демографія
Демографічна структура станом на 31 березня 2011 року:
|          | Загалом | Допрацездатний вік | Працездатний вік | Постпрацездатний вік |
| -------- | ------- | ------------------ | ---------------- | -------------------- |
| Чоловіки | 68      | 12                 | 50               | 6                    |
| Жінки    | 65      | 16                 | 34               | 15                   |
| Разом    | 133     | 28                 | 84               | 21                   |